# غوردون سيراس
غوردون سيراس (بالسويدية: Gordon Cyrus)‏ هو منتج أسطوانات ومصمم وموسيقي سويدي، ولد في 1966 في السويد.

## وصلات خارجية
- غوردون سيراس على موقع ميوزك برينز (الإنجليزية)
- غوردون سيراس على موقع ديسكوغز (الإنجليزية)